# Hugues l'Abbé (fils de Charlemagne)
Pour les articles homonymes, voir Hugues l'Abbé.
Hugues l’Abbé (802-844), est un fils bâtard de Charlemagne, et de sa concubine Régina qui lui donna aussi un autre fils, Drogon (801-855), futur évêque de Metz.
Envoyé l'abbaye de Charroux, en Aquitaine, il y est attesté comme diacre et y reçut la prêtrise. 
Hugues fut abbé de nombreuses abbayes : Mont Saint-Quentin (822-823), Lobbes (836), Saint-Bertin (836) et Saint-Quentin (836-844) et de Nouaillé. Selon des auteurs  du XIXe siècle, il fut nommé abbé de l'abbaye du Mont-Saint-Quentin par le roi Louis Le Débonnaire ou Louis le Pieux, son demi-frère, en même temps qu'il reçut de nombreux biens du roi, cette nomination et ces dons ayant pour objectif d'éviter toute prétention d'Hugues au trône. 
Abbé en même temps de Saint-Quentin et Saint-Bertin, Hugues conçut le projet de ramener à Saint-Quentin, les restes de saint Omer (Audomar de Thérouanne), conservés comme relique à Saint-Omer, en les faisant protéger par des hommes en armes. Saint Folquin, (Folquin de Thérouanne), alors évêque de Thérouanne envoya une troupe armée les récupérer à Lisbourg. 
En 834, il devient archichancelier de Louis le Pieux son demi-frère.
Il est tué le 14 juin 844, au cours d'une bataille près d'Angoulême, bataille remportée par Pépin II d'Aquitaine contre une armée envoyée en renfort pour soutenir Charles II le Chauve qui assiégeait Toulouse,. Il fut enseveli dans l'abbaye de Charroux.